# Cofidis (wielerploeg)/2007
Deze pagina geeft een overzicht van de wielerploeg Cofidis in 2007.
| Naam                                 | Geboortedatum | Nationaliteit       | Ploeg 2006       |
| ------------------------------------ | ------------- | ------------------- | ---------------- |
| Stéphane Augé                        | 06-12-1974    | Frankrijk           |                  |
| Frédéric Bessy                       | 09-01-1972    | Frankrijk           |                  |
| Mickaël Buffaz                       | 21-05-1979    | Frankrijk           | Agritubel        |
| Sylvain Chavanel                     | 30-06-1979    | Frankrijk           |                  |
| Kevin De Weert                       | 27-05-1982    | België              | Quick·Step       |
| Hervé Duclos-Lassalle                | 24-12-1979    | Frankrijk           |                  |
| Leonardo Duque                       | 10-04-1980    | Colombia            |                  |
| Michiel Elijzen                      | 31-08-1982    | Nederland           |                  |
| Tyler Farrar                         | 02-06-1984    | Verenigde Staten    |                  |
| Bingen Fernández                     | 15-12-1972    | Spanje              |                  |
| Nicolas Hartmann                     | 03-03-1985    | Frankrijk           | beloften         |
| Maryan Hary                          | 27-05-1980    | Frankrijk           | Bouygues Télécom |
| Mathieu Heijboer                     | 04-02-1982    | Nederland           |                  |
| Frank Høj                            | 04-01-1973    | Denemarken          | Gerolsteiner     |
| Yann Huguet                          | 02-05-1984    | Frankrijk           | beloften         |
| Geoffroy Lequatre                    | 30-06-1981    | Frankrijk           |                  |
| Sébastien Minard                     | 12-06-1982    | Frankrijk           |                  |
| Amaël Moinard                        | 02-02-1982    | Frankrijk           |                  |
| David Moncoutié                      | 30-04-1975    | Frankrijk           |                  |
| Maxime Monfort                       | 14-01-1983    | België              |                  |
| Damien Monier                        | 27-08-1982    | Frankrijk           |                  |
| Cristian Moreni (tot 28 juli)        | 21-11-1972    | Italië              |                  |
| Nick Nuyens                          | 05-05-1980    | België              | Quick·Step       |
| Iván Ramiro Parra Pinto              | 15-10-1975    | Colombia            |                  |
| Staf Scheirlinckx                    | 12-03-1979    | België              |                  |
| Chris Sutton                         | 10-09-1984    | Australië           |                  |
| Rein Taaramäe (Stagiair vanaf 01-08) | 24-04-1987    | Estland             | -                |
| Tristan Valentin                     | 23-02-1982    | Frankrijk           |                  |
| Rik Verbrugghe                       | 23-07-1974    | België              |                  |
| Bradley Wiggins                      | 28-04-1980    | Verenigd Koninkrijk |                  |
| Steve Zampieri                       | 04-06-1977    | Zwitserland         | Phonak           |

Mannen: 1997 · 1998 · 1999 · 2000 · 2001 · 2002 · 2003 · 2004 · 2005 · 2006 · 2007 · 2008 · 2009 · 2010 · 2011 · 2012 · 2013 · 2014 · 2015 · 2016 · 2017 · 2018 · 2019 · 2020 · 2021 · 2022 · 2023 · 2024 · 2025
Vrouwen:2022 · 2023 · 2024 · 2025
AG2R-La Mondiale · Astana · Bouygues Télécom · Caisse d'Epargne · Cofidis, Le Crédit par Téléphone · Crédit Agricole · Team CSC · Discovery Channel Pro Cycling Team · Euskaltel-Euskadi · La Française des Jeux · Team Gerolsteiner · Lampre - Fondital · Liquigas - Bianchi · Predictor-Lotto · Quick·Step - Innergetic · Rabobank · Saunier Duval - Prodir · Team Milram · T-Mobile Team · Unibet.com